# Una moglie per papà
Una moglie per papà (Corrina, Corrina) è un film del 1994 diretto da Jessie Nelson. Questa pellicola è l’ultima apparizione cinematografica postuma di Don Ameche durante la fine titoli di coda compare la frase:  "Mille grazie a Don Ameche. Ci mancherai".

## Trama
Los Angeles, fine anni 50. Quando sua madre muore improvvisamente, la piccola Molly Singer, addolorata, smette di parlare. Il padre Manny, inventore di jingles pubblicitari, ha bisogno di una tata che si prenda cura di sua figlia e della casa. Dopo aver scartato diverse candidate, tra cui una che ha tentato di sedurlo, riesce a trovare la persona ideale, Corrina Washington, una donna afroamericana di umili origini, ma di buona cultura e di buon cuore. Molto presto tra le due nasce un forte legame: Corrina riesce a superare lo scudo difensivo della bambina con la sua dolcezza, rispettando il suo silenzio e trovando un modo alternativo per comunicare senza parlare. Per consolarla del dolore della sua perdita, Corrina spiega a Molly cosa accade dopo la morte secondo la sua visione cattolica: le parla di angeli e di Paradiso, immagini che sembrano confortare la bambina.
Il padre di Molly però, contrariato, prega Corrina di non fare più a sua figlia questo tipo di discorsi poiché la sua defunta moglie era atea e lo stesso Manny giudica la religione come una fantasia creata dall'uomo per dare un senso alla morte.
Una sera Molly rompe il silenzio, per la prima volta dopo tanto tempo, per chiedere a Corrina dove si trovi sua madre: la tata la rassicura dicendole che la madre è felice e gioca con gli angeli, e la bambina appare rasserenata da questa risposta. 
Quando Molly ne parla con suo padre però, lui la informa che il paradiso è solo una bugia inventata dall'essere umano per sentirsi meglio. La piccola dimostra allora una notevole saggezza per una bimba della sua età, affermando che in questo non c'è nulla di male, e spiazzando così suo padre.
Molly inizia a frequentare assiduamente anche la famiglia di Corrina, e in particolare i figli di sua sorella, Lizzie e Mavis, grazie ai quali scopre l'amicizia e ritrova il sorriso. Le cose non vanno altrettanto bene a scuola, dove Molly viene messa alla gogna da un bulletto per aver disegnato Corrina al posto della madre, e, dopo un primo giorno disastroso, la bambina supplica Corrina affinché la lasci restare con sé. La donna si lascia intenerire, e dopo aver telefonato alla scuola per giustificare l'assenza di Molly con un presunto malore, inizia a portare la bambina con sé nel suo giro mattutino di pulizie senza parlare con Manny perché sa lui non approverebbe.
Una notte Molly si agita nel sonno, piangendo e chiamando sua madre. Corrina e Manny accorrono per confortarla, ma lei, spaventata e arrabbiata, accusa il padre di essere il responsabile della morte della mamma. Ancora una volta è Corrina a trovare la soluzione e a dire le parole giuste, invitando la bambina a dare i pugni a un pupazzo da punching ball per tirare fuori la rabbia che ha dentro: Molly riesce a calmarsi.
Nel frattempo Manny viene scelto per una campagna pubblicitaria di successo grazie ad un jingle creato proprio insieme a Corrina, ed entusiasta torna a casa con dei fiori per lei proponendole di uscire a festeggiare. La gioia dei tre viene interrotta però dalla visita di Jenny, una donna della buona società che cerca in tutti i modi di accasarsi con Manny. Corrina non riesce a trattenere un moto di stizza alla vista della donna e va via salutando freddamente. Il giorno dopo Manny si scusa con lei e la bacia, sotto gli occhi di Molly che già da un po' di tempo nutriva la speranza che i due si innamorassero. La storia tra i due, però, viene ostacolata a più riprese da diverse difficoltà, causate dai pregiudizi dell'epoca. La stessa sorella di Corrina non approva la relazione poiché non riesce a credere alla sincerità dei sentimenti di Manny, sentimenti che un uomo bianco, a suo parere, non può provare nei confronti di una donna nera.
In occasione della festa di compleanno di Molly, a cui partecipano suo padre, Corrina e i genitori di Manny, la bimba trascorre un piacevole pomeriggio tra giochi e regali, fino a quando Manny ritrova in giardino tutte le sigarette che da qualche tempo avevano cominciato a sparire misteriosamente. Molly si scusa e piangendo ammette di esserne la responsabile, ma di averlo fatto solo per paura che il suo papà si ammalasse, come aveva sentito dire in televisione e come credeva fosse accaduto al marito di Corrina quando questi la abbandonò. Comprensivo, Manny perdona la figlia e la rassicura sulla sua presenza nella sua vita. Intuendo i sentimenti tra Corrina e Manny, la madre di quest'ultimo tenta di dissuaderlo dall'idea di un secondo matrimonio con una donna di colore che non sarebbe accettato e provocherebbe sofferenze a entrambi.
Dopo settimane di assenze a scuola, un'insegnante telefona al padre di Molly per chiedere spiegazioni, e questi, sentendosi preso in giro da lei, fa una sfuriata a Corrina e la licenzia, lasciando affranta Molly. Come se non bastasse, un nuovo avvenimento spiacevole turba la famiglia: il padre di Manny muore, e l'uomo, riflettendo sul suo dolore, capisce che vuole accanto a sé la persona che ama. Corre così da Corrina, scusandosi e rivelandole il suo amore: ella, a questo punto, lo lascia entrare in casa sua, presentandolo a sua sorella, che dopo una breve resistenza, lo accoglie in famiglia.
Nella scena finale vediamo Molly cantare una canzone appresa nella chiesa frequentata da Corrina, nell'intento di confortare la nonna dal dolore per la morte del marito. La nonna, dopo qualche esitazione, inizia a canticchiare con la nipote, lasciandosi andare ad un canto liberatorio. Mentre sulle note di "This little light of mine" scorrono i titoli di coda, vediamo l'automobile di Manny fermarsi davanti alla casa e Corrina è ancora con lui. Molly, felicissima, corre incontro ai due e anche la madre di Manny, accettando l'abbraccio di Corrina, sembra pronta ad accettare la nuova coppia. 

## Riconoscimenti
- 1994 - Chicago Film Critics Association Award
  - Nomination Miglior performance rivelazione a Tina Majorino
- 1995 - Young Artist Awards
  - Nomination Miglior attore giovane 10 anni o meno a Courtland Mead